# Кудря, Аркадий Иванович
Аркадий Иванович Кудря (род. 1940) — писатель, автор художественных произведений в серии «ЖЗЛ»; член Московской городской организации Союза писателей России.

## Биография
В 1958 году поступил в Московский энергетический институт, однако через полтора года оставил его. В 1963 году поступил на факультет журналистики МГУ. Окончив университет в 1968 году, уехал на Крайний Север, где несколько лет работал журналистом газеты «Советская Эвенкия». После возвращения в Москву работал в агентстве печати «Новости». В 1980, 1986 и 1988 годах находился в трёхмесячных командировках в США, Канаде и Австралии, работал руководителем пресс-центра советских павильонов на Всемирных выставках в Ванкувере и Брисбене.
Дебютировал сборником повестей: Клуб любителей необычайного. — М.: Страстной бульвар, 1992. — 261 с.
В 1990-е годы дважды побывал на Аляске. Изучение периода времени, когда она принадлежала России, привело к написанию им исторических романов «Правитель Аляски» (Правитель Аляски: Два десятилетия Русской Америки: [О А. А. Баранове]. — М.: АРМАДА, 1996—488 с. — 18000 экз.) и «Фердинанд Врангель. След на земле» (М.: АСТ, 2002. — 477 с. — 6000 экз.).
Далее, в творчество писателя вошли русские художники:
- Служенье красоте, или Жизнь художника Серова. — М.: «Радуга», 2001. — 440 с. — (Сквозь призму времени. Биографии). — 5000 экз. — ISBN 5-05-005208-4.
- Кустодиев. — М.: Молодая гвардия, 2006. — 324 с. — (Жизнь замечательных людей). — 5000 экз. — ISBN 5-235-02781-7.
- Валентин Серов. — М.: Молодая гвардия, 2008. — 403 с. — (Жизнь замечательных людей). — 5000 экз. — ISBN 978-5-235-03111-1.
- Верещагин. — М.: Молодая гвардия, 2010. — 428 с. — 5000 экз. — ISBN 978-5-235-03272-9.

В последние годы писатель обратился к современной тематике. Роман «Охотники за счастьем» (М.: Ирис-Групп, 2011. — 439 с. —  ISBN 978-5-452-00174-4) и повесть «Полярный свет» (М.: Буки Веди, 2013. — 282 с. — ISBN 978-5-4465-0125-0) показывают судьбы и отражают умонастроения людей накануне распада СССР и десятилетие спустя после крушения советской системы.
Тема художественного исследования событий новейшей истории России получила развитие в романе «Власть родства» (М., 2016.), посвящённого драматическим годам распада Советского Союза и становления в последние годы XX века Российской Федерации.